# Comuna Dognecea, Caraș-Severin
Dognecea este o comună în județul Caraș-Severin, Banat, România, formată din satele Calina și Dognecea (reședința).

## Demografie
Componența etnică a comunei Dognecea
     Români (83,48%)
     Germani (2,04%)
     Alte etnii (0,45%)
     Necunoscută (14,03%)
Componența confesională a comunei Dognecea
     Ortodocși (64,37%)
     Penticostali (12,33%)
     Romano-catolici (4,64%)
     Baptiști (4,41%)
     Alte religii (0,11%)
     Necunoscută (14,14%)
Conform recensământului efectuat în 2021, populația comunei Dognecea se ridică la 1.768 de locuitori, în scădere față de recensământul anterior din 2011, când fuseseră înregistrați 2.009 locuitori. Majoritatea locuitorilor sunt români (83,48%), cu o minoritate de germani (2,04%), iar pentru 14,03% nu se cunoaște apartenența etnică. Din punct de vedere confesional, majoritatea locuitorilor sunt ortodocși (64,37%), cu minorități de penticostali (12,33%), romano-catolici (4,64%) și baptiști (4,41%), iar pentru 14,14% nu se cunoaște apartenența confesională.
Populație Comuna Dognecea - Distribuție după Gen
     Masculin (51,53%)
     Feminin (48,47%)
Conform recensământului realizat la nivel național în 2021, populația comunei Dognecea este compusă din 911 persoane de sex masculin, reprezintând 51,53% din totalul populației și 857 persoane de sex feminin, ce reprezintă 48,47% din totalul locuitorilor. 
Populație Comuna Dognecea, Județul Caraș-Severin - Grupe de Vârstă
În Comuna Dognecea, populația totală numără 1,768 de locuitori. Dintre aceștia, grupa de vârstă cu cea mai mare populație este cea cuprinsă între 40 - 49 de ani, în care se regăsesc 257 de persoane, ceea ce reprezintă aproximativ 14.54% din totalul populației.
Pe de altă parte, grupa de vârstă cu cei mai puțini rezidenți este cea cu vârsta 80+ ani, cu 67 de persoane, adică 3,79% din întreaga populație a comunei Dognecea.
Este interesant să observăm că intervalul de vârstă cuprins între 0 și 49 de ani reprezintă 64,25% (vs. 60%, media pe toată țara). În același timp, intervalul de vârstă 50 - 80+ ani constituie 35.75% din populație, (vs. 40%, media pe țară). Acest lucru indică o populație cu o vârstă medie mai tânără decât media  națională. De asemenea, trebuie menționat că grupa de vârstă 0 - 9 ani se situează la un nivel mai ridicat decât media la nivel național, reprezentând 1,86% din populație. Acest procent este mai mare decât media națională de 10,4%.

## Politică și administrație
Comuna Dognecea este administrată de un primar și un consiliu local compus din 11 consilieri. Primarul, Remus Rof[*], de la Partidul Social Democrat, este în funcție din octombrie 2020. Începând cu alegerile locale din 2024, consiliul local are următoarea componență pe partide politice:

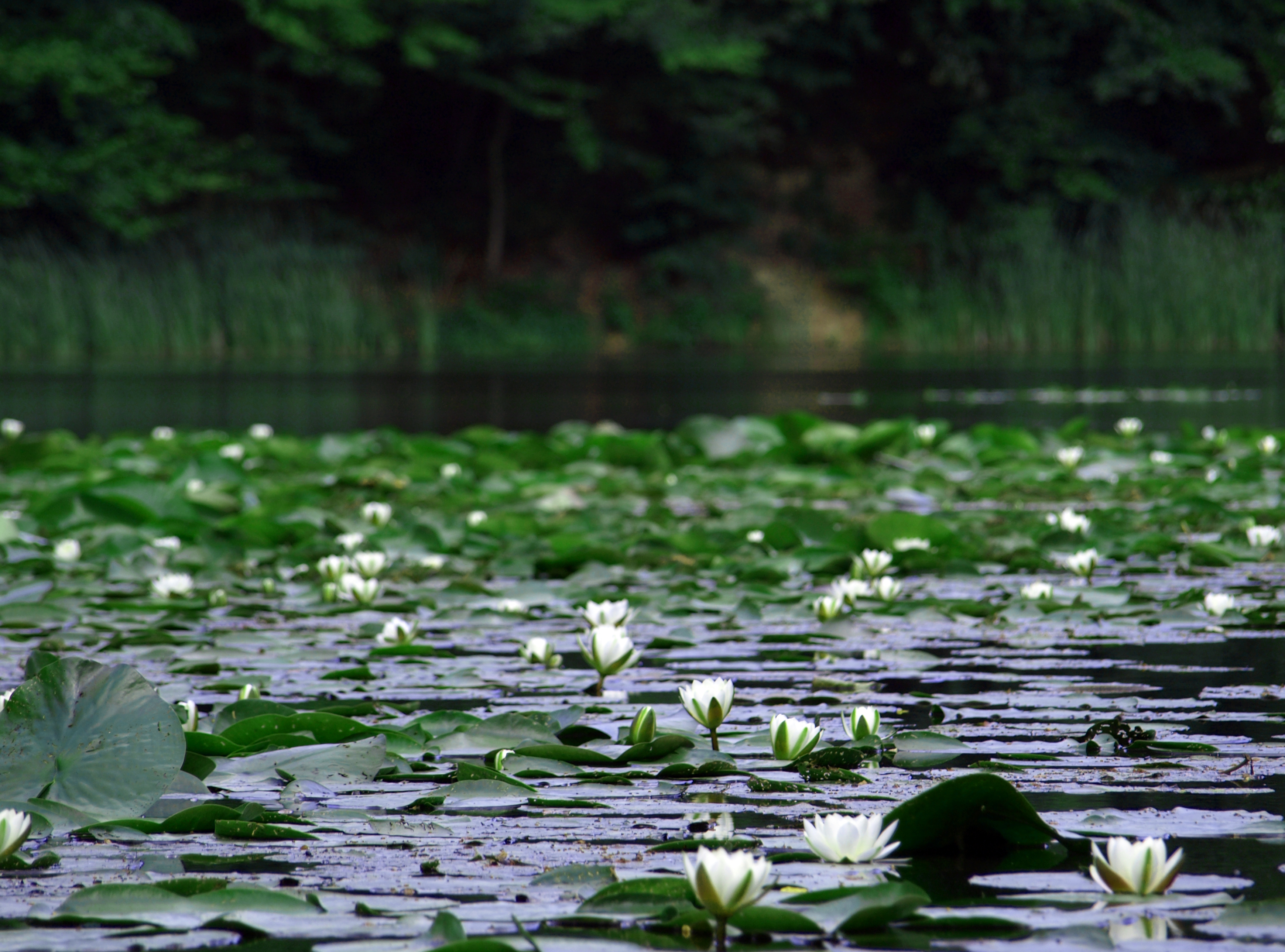
Lacul Mic Dognecea

|  | Partid                   | Consilieri | Componența Consiliului | Componența Consiliului | Componența Consiliului | Componența Consiliului | Componența Consiliului | Componența Consiliului | Componența Consiliului | Componența Consiliului | Componența Consiliului | Componența Consiliului | Componența Consiliului |
|  | ------------------------ | ---------- | ---------------------- | ---------------------- | ---------------------- | ---------------------- | ---------------------- | ---------------------- | ---------------------- | ---------------------- | ---------------------- | ---------------------- | ---------------------- |
|  | Partidul Social Democrat | 11         |                        |                        |                        |                        |                        |                        |                        |                        |                        |                        |                        |

## Lacul Mare și Lacul Mic
Sunt 2 lacuri aflate în localitatea Dognecea din județul Caras-Severin la distanțe apropiate unul de celălalt. Lacul Mic (Lacul cu Nuferi) este sub forma lunguiață, fiind alimentat de pârâul Cauna Mica și se varsă prin pârâu spre Lacul Mare.
Ambele lacuri atrag turiști datorită frumuseții lor naturale și a posibilității de a pescui sau de a face plimbări cu barca. De asemenea, zona înconjurătoare oferă posibilități de drumeții și excursii în natură, fiind un loc ideal pentru relaxare și recreere în mijlocul naturii.

## Personalități născute aici
- Constantin Gruescu (1924 - 2020), mineralog, membru al Societății Geografice Române.

## Vezi și
- Munții Dognecei
- Biserica de lemn din Calina
- Biserica romano-catolică din Dognecea

## Legături externe

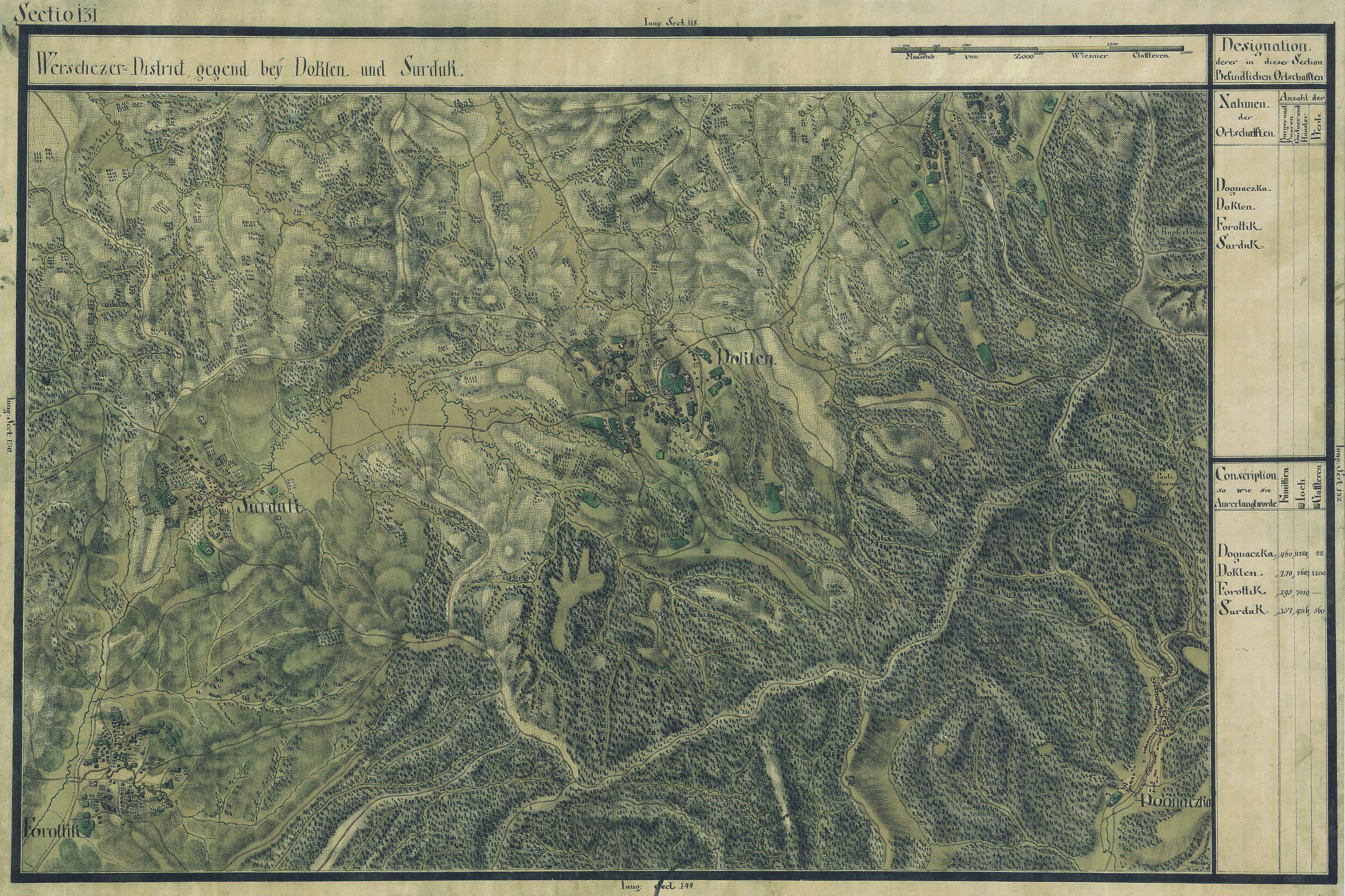
Dognecea în Harta Iosefină a Banatului, 1769-72

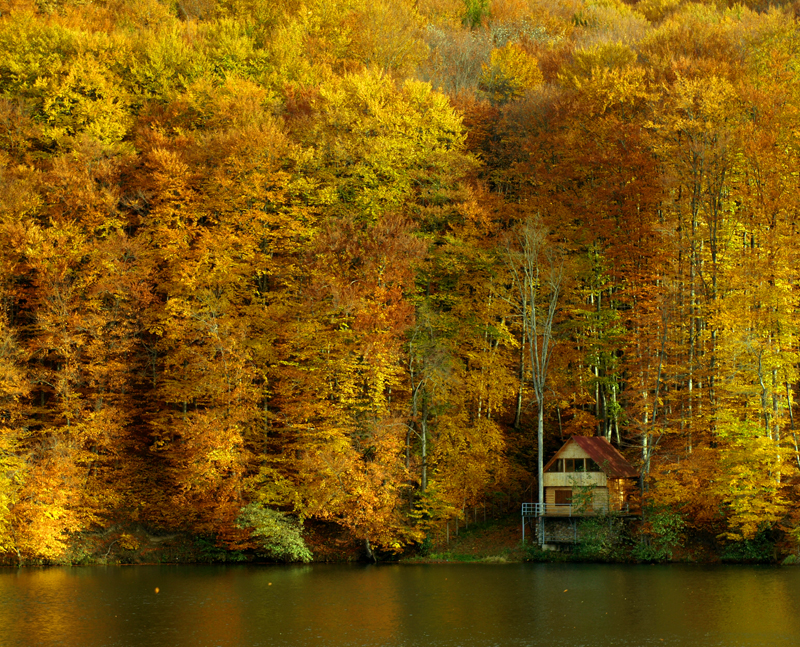
Lacul Mare Dognecea